# Хаос (фільм, 1973)
«Хаос» (вірм. «Քաոս») — радянський художній фільм, знятий режисером Лаерт Вагаршяном в 1973 році на студії «Вірменфільм». Екранізація однойменного роману Олександра Ширванзаде. Прем'єра фільму відбулася в 1975 році.

## Сюжет
Дія фільму розгортається в Баку початку ХХ століття. Показано життя промислового міста — хаос капіталістичного світу. Боротьба суспільних класів і верств, експлуатація робітників, розкладання буржуазної родини, в якій над усіма почуттями панує жадоба грошей, — такі основні соціальні проблеми, на яких будується сюжет.
Великий нафтопромисловець Маркос Алімян заповідає своє майно старшому синові Сумбату, який не повернувся в батьківський будинок після навчання, звинувативши батька в накопиченні багатства шляхом пограбування людей. Згодом Сумбат під впливом грошей втягується в бізнес, забувши всі свої високі устремління і зраджує своїм поглядам. Молодший же син Мікаел, якого батько не посилав навчатися, вів розпусне, марнотратне життя, але під впливом благородної любові виправився і зміг змінити своє життя.

## У ролях
- Саркісян Сос — Сумбат Алімян (дублював Артем Карапетян)
- Карен Джангіров — Мікаел Алімян (дублював Олександр Бєлявський)
- Бабкен Нерсесян — Ісаак Марутханян (дублював Костянтин Тиртов)
- Гегам Арутюнян — Срапіон Гаспарич (дублював Олексій Алексєєв)
- Алла Туманян — Шушаник (дублювала Юлія Чернишова)
- Вагінак Маргуні — Давид Заргарян (дублював Євген Шутов)
- Ірина Азер — Антоніна
- Шамір Шаїрян— Альоша
- Наїра Шаїрян — Люся
- Азат Шеренц — Папаша (дублював Віктор Файнлейб)
- Гасан Мамедов — Кязім-бек (дублював Едуард Бредун)
- Гіві Тохадзе — Ніасамідзе (дублював Микола Граббе)
- Карен Джанібекян — Григор Абетян (Гриша) (дублював Юрій Боголюбов)
- Кім Єрицян — Мосіко (дублював Олег Голубицький)
- Леонард Саркісов — Аврумян (дублював Роман Хомятов)
- Ігор Нагавкін — Брянцев (дублював Валентин Грачов)
- Айкуї Гарагаш — Воскеат (дублювала Ніна Зорська)
- Єрванд Манарян — Сулян (дублював Юрій Леонідов)
- Лаура Вартанян — Ануш (дублювала Марія Кремнєва)
- Арусь Папян — Марта Марутханян (дублювала Інна Виходцева)
- Георгій Ордоян — Аршак Алімян (дублював Анатолій Голик)
- Варфоломій Єхшатян — Галумян (дублював Георгій Георгіу)
- Маїс Карагезян — епізод
- Геворг Асланян — епізод
- Гурген Ген — епізод
- Вруйр Паноян — приказчик
- Олександр Барушной — господар свердловини

## Знімальна група
- Режисер — Лаерт Вагаршян
- Сценарист — Вадим Меліксетян
- Оператор — Левон Атоянц
- Композитор — Едвард Мірзоян
- Художники — Михайло Антонян, Олександр Шакарян